# Sam Hubbard
Pour les articles homonymes, voir Hubbard.
(en) Statistiques sur pro-football-reference
Sam Hubbard (né le 29 juin 1995 à Cincinnati) est un joueur américain de football américain.
Depuis 2018, il évolue au poste de defensive end dans la franchise des Bengals de Cincinnati, en National Football League (NFL).